# جورج-إيزيدور ديليسل
جورج-إيزيدور ديليسل هو شخصية أعمال وسياسي كندي، ولد في 30 يونيو 1856 في شيربروك في كندا، وتوفي في 26 مارس 1920 في Yamachiche ‏ في كندا. نشط حزبياً في حزب كيبيك الليبرالي. وقد انتخب عضو الجمعية الوطنية في كيبك ‏ عن دائرة Saint-Maurice (provincial electoral district) ‏ (8 يونيو 1908 – 26 مارس 1920).